# Експериментальна археологія

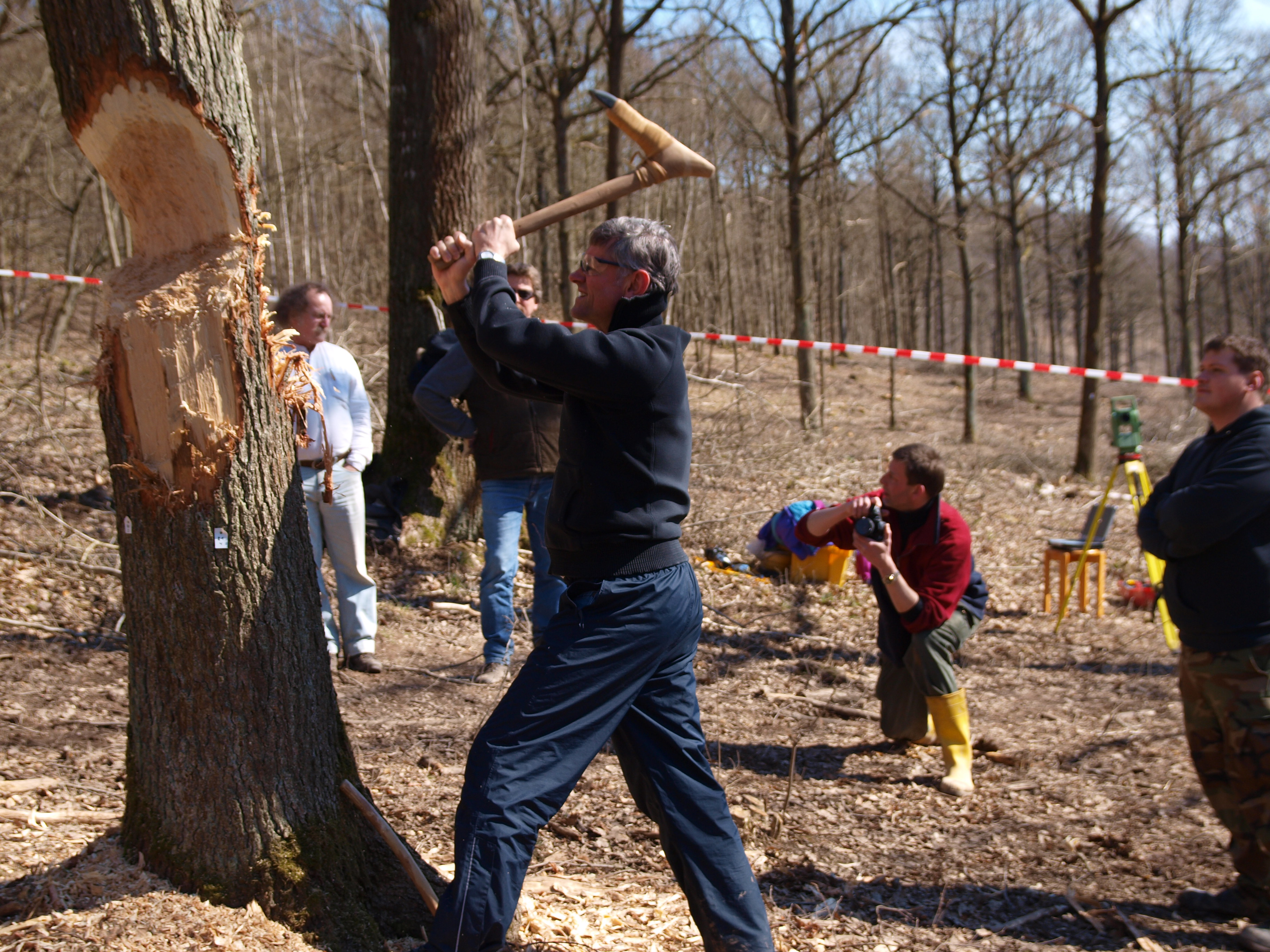
Археологічний експеримент з рубання дерев теслом.

Експеримента́льна археоло́гія (англ. experimental archaeology) — напрям археології, який має на меті, шляхом наукових експериментів, підтвердити чи спростувати певну історичну гіпотезу. Археологічний експеримент може бути частиною історичної реконструкції. Втім, на відміну від самої історичної реконструкції, яка може бути як науковою, так і аматорською, археологічні експерименти є прерогативою суто компетентних спеціалістів з експериментальної археології. У ході археологічного експерименту вчені живуть, як люди давніх епох, намагаючись осягнути давні ремесла, відновити забуті технології та зрозуміти призначення артефактів. Археологічні експерименти допомагають пізнавати минуле, від якого залишилась тільки незначна частина предметів, уривків письмових документів та слідів діяльності.